# Lucius Domitius Ahenobarbus (Konsul 94 v. Chr.)
Lucius Domitius Ahenobarbus († 82 v. Chr.) war ein römischer Politiker der ausgehenden Republik.
Der Sohn des Gnaeus Domitius Ahenobarbus, Konsul 122 v. Chr., war etwa 98/97 v. Chr. als Prätor oder Proprätor Statthalter der Provinz Sizilien und wurde 94 v. Chr. Konsul, zwei Jahre nach seinem Bruder Gnaeus. Er war Anhänger Sullas und der Optimaten und wurde im Bürgerkrieg 82 v. Chr. vom Prätor Lucius Iunius Brutus Damasippus in der Curia Hostilia ermordet.